# Gabriel Iglesias
Gabriel Jesus Iglesias, også kendt som Fluffy (født 15. juli 1976 i San Diego, Californien) er en amerikansk komiker, skuespiller, forfatter, producent og stemmeskuespiller. Han er mest kendt for I'm Not Fat… I'm Fluffy og Hot & Fluffy.

## Opvækst
Han blev opdraget af Esther P. Mendez hans mor, hans far Jesus Iglesias var ikke tilstede under hans barndom. Gabriel har en bror, fire søstre og to halvsøstre. Han voksede op i Riverside, Corona, Santa Ana, Baldwin Park og Compton.

## Privat
Han er kæreste med Claudia, som han mødte på en bar i 2008. Hun har en søn (Frankie), men selvom Gabriel ikke er den biologisk far til Frankie, behandler han ham som sin egen søn.

## Karriere
Iglesias arbejdede hos et telefonselskab i Los Angeles, indtil han i 1997 blev fuldtidskomiker. I 2000 optrådte han i sæson 6 af  Nickelodeon sketch comedy. I 2007 lagde han stemme til en hel mexicansk familie i Padre de Familia, en episode i sjette sæson af Fox TV's animerede komedie Family Guy. Han begyndte også at lægge stemme til identiske tvillingepersoner i Kejserens nye skole. I 2011 debuterede Comedy Central Gabriel Iglesias Presents Stand Up Revolution, en standup showcase-serie, som Iglesias producerede og var vært for.

## Film og Serier
| År   | Titel                                                          | Rolle            | Note            |
| ---- | -------------------------------------------------------------- | ---------------- | --------------- |
| 2002 | Entre vivos y plebeyos                                         | Piarta           | Kortfilm        |
| 2003 | El Matador                                                     | Gabe             |                 |
| 2004 | Days of Santiago                                               | Coquero          |                 |
| 2006 | The Surfer King                                                | Aokee            |                 |
| 2012 | Magic Mike                                                     | Tobias           |                 |
| 2013 | Planes                                                         | Ned and Zed      | Stemme          |
| 2014 | The Nut Job                                                    | Jimmy            | Stemme          |
| 2014 | A Haunted House 2                                              | Miguel           |                 |
| 2014 | The Fluffy Movie                                               |                  | Stand-up komdie |
| 2014 | The Book of Life                                               | Pepe Rodríguez   | Stemme          |
| 2015 | Magic Mike XXL                                                 | Tobias           |                 |
| 2016 | Norm of the North                                              | Pablo and Stan   | Stemme          |
| 2016 | El Americano: The Movie                                        | Garcia           | Stemme          |
| 2016 | Gabriel Iglesias: I’m Sorry For What I Said While I Was Hungry |                  | Stand-up komdie |
| 2017 | Smølferne: Den hemmelige landsby                               | Joker smølf      | Stemme          |
| 2017 | The Nut Job 2: Nutty by Nature                                 | Jimmy            | Stemme          |
| 2017 | Coco                                                           | Head Clerk       | Stemme          |
| 2017 | The Star                                                       | Rufus            | Stemme          |
| 2017 | Ferdinand                                                      | Cuatro           | Stemme          |
| 2018 | Show Dogs                                                      | Sprinkles        | Stemme          |
| 2018 | Blazing Samurai                                                | Chuck            | Stemme          |
| 2019 | Mr. Iglesias                                                   | Gabriel Iglesias | Hovedrolle      |